# 우정은
우정은(Meredith Jung-En Woo, 1958년 ~ )은 한국계 미국인으로 버지니아 대학교 문리과 대학과 대학원의 학장을 맡고 있는 정치학자이다. 우정은은 경제기획원 기획차관보를 지낸 우용해의 막내 딸로 미국의 역사학자 브루스 커밍스 교수와 결혼하였다.